# 당의

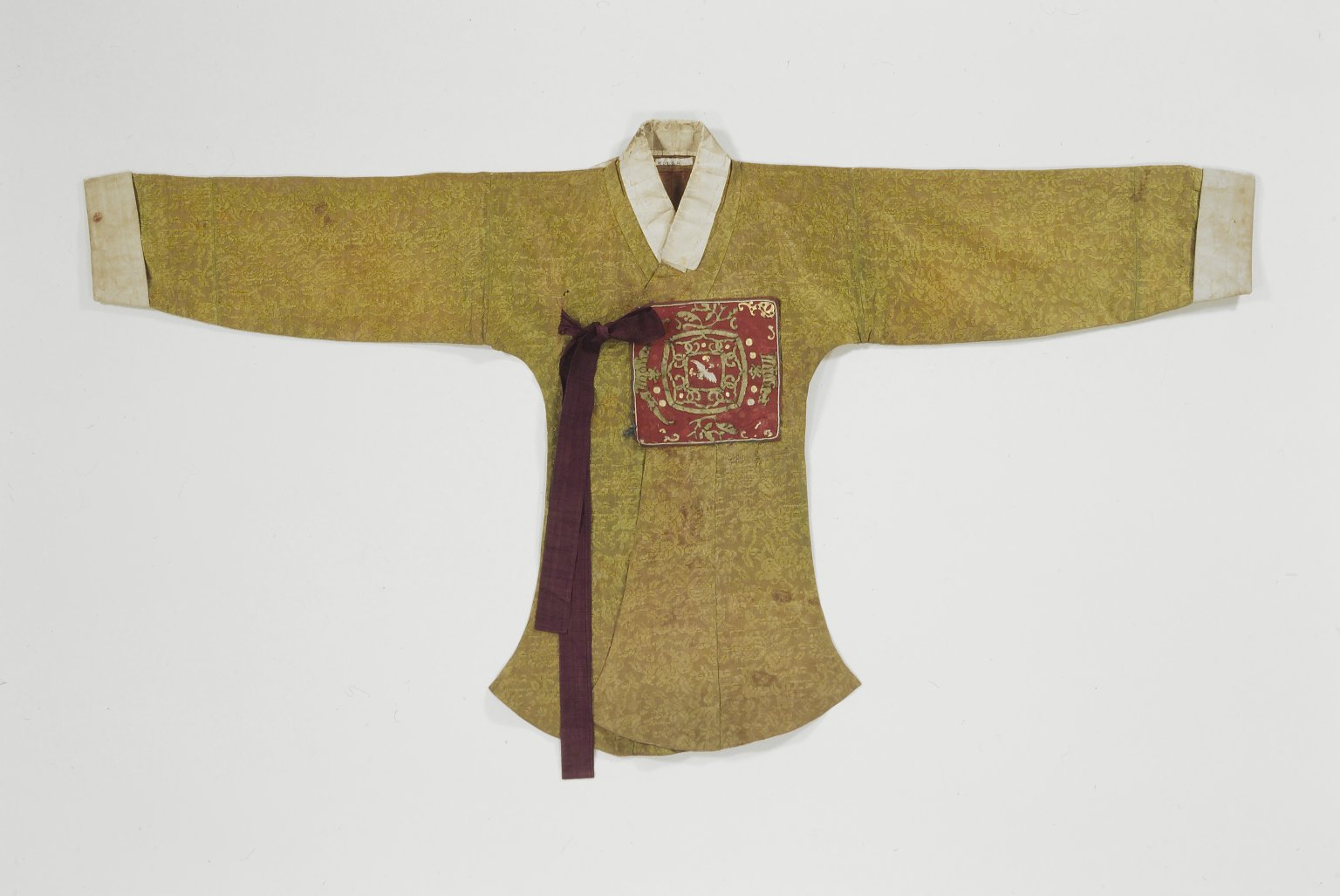
당의

당의(唐衣)는 조선 시대 때 신분이 높은 사람들이 입었던 소례복의 한 가지이다. 여기서 소례복이란 예절에 맞게 간단하게 차려입게 만든 옷을 가리키는 말이다. 조선민주주의인민공화국의 자료에 따르면 삼국 시대 때 이 옷이 처음으로 만들어졌다고 하며, 어떤 기록에 따르면 남북국 시대 때 중국의 고대 왕조인 당나라에서 처음으로 만들어졌다고 하는데, 후자의 기록은 어디서 유래했는지 알 수 없다. 이 옷은 오늘날에도 전해져 내려오면서 혼례식과 연회가 많이 차려질 때 입는 민족의상으로써 국외교포들과 한민족에게 많이 사랑을 받고 있다.
당의는 간이예복 또는 소례복(小禮服)으로 평복 위에 입었으며 궁중에서는 평상복으로 입었다. 조선 초기 명나라에서 전래된 단배자(短背子)가 배자저고리로 변하였다가 다시 숙종 이후 조선 말기의 당의와 같은 제도가 이루어진 것 같다. 당의에 영향을 준 반비(半臂)·배자 등은 당나라의 유속(遺俗)으로 명나라를 거쳐 전래되었으므로, 이 옷의 명칭에도 ‘당’자를 붙여 당의라 부르게 된 것이라 본다.

### 사진자료

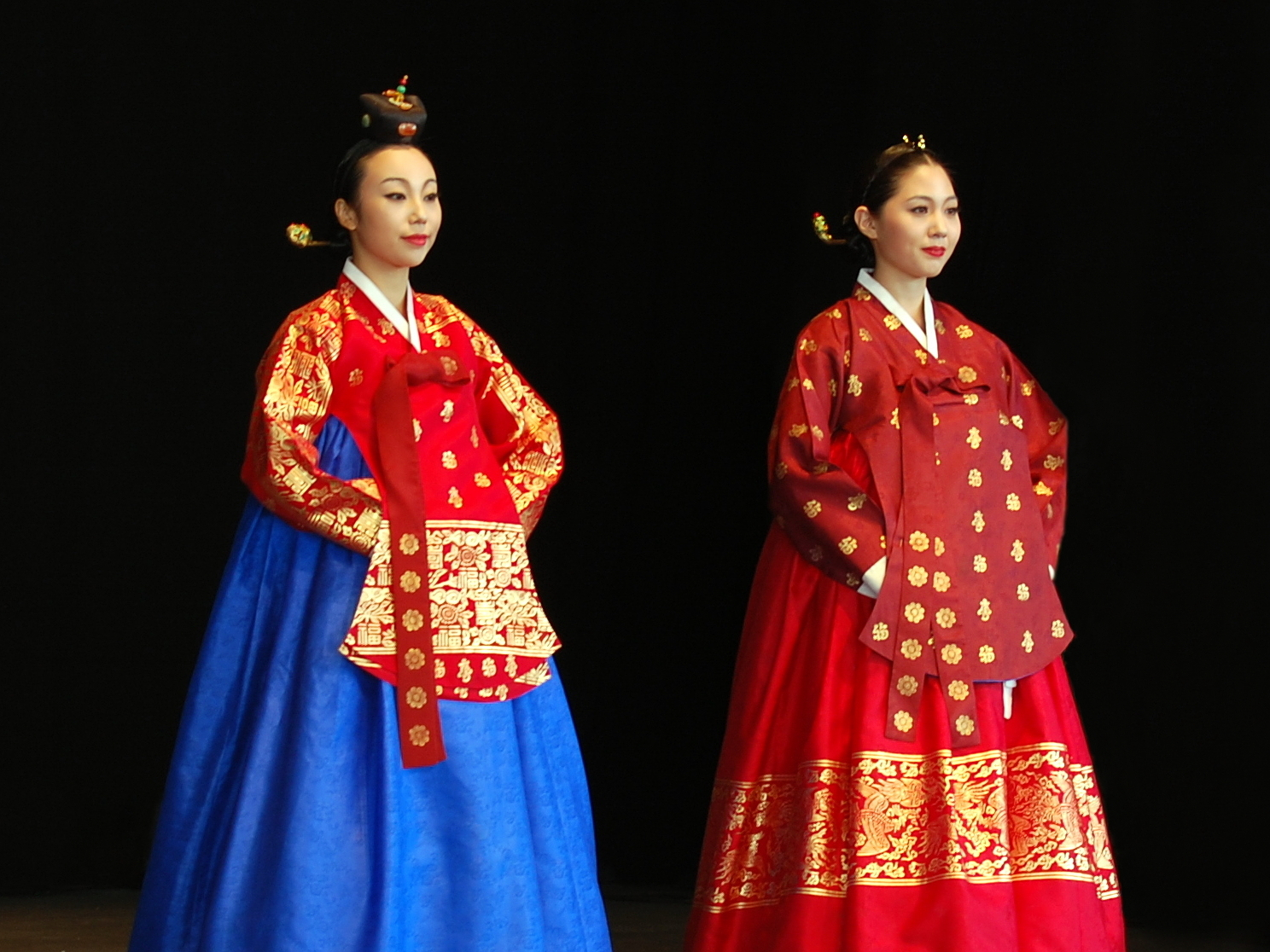
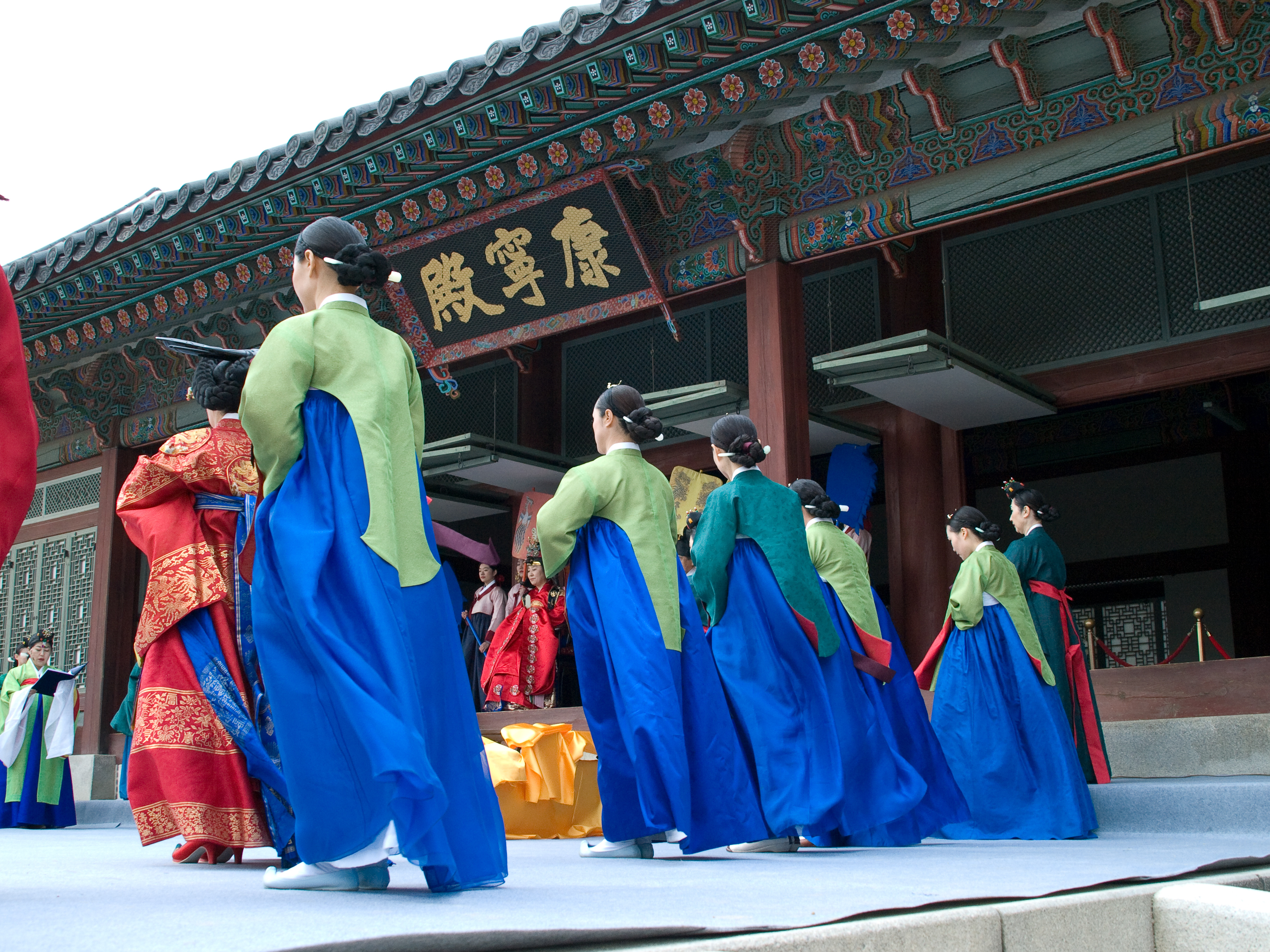
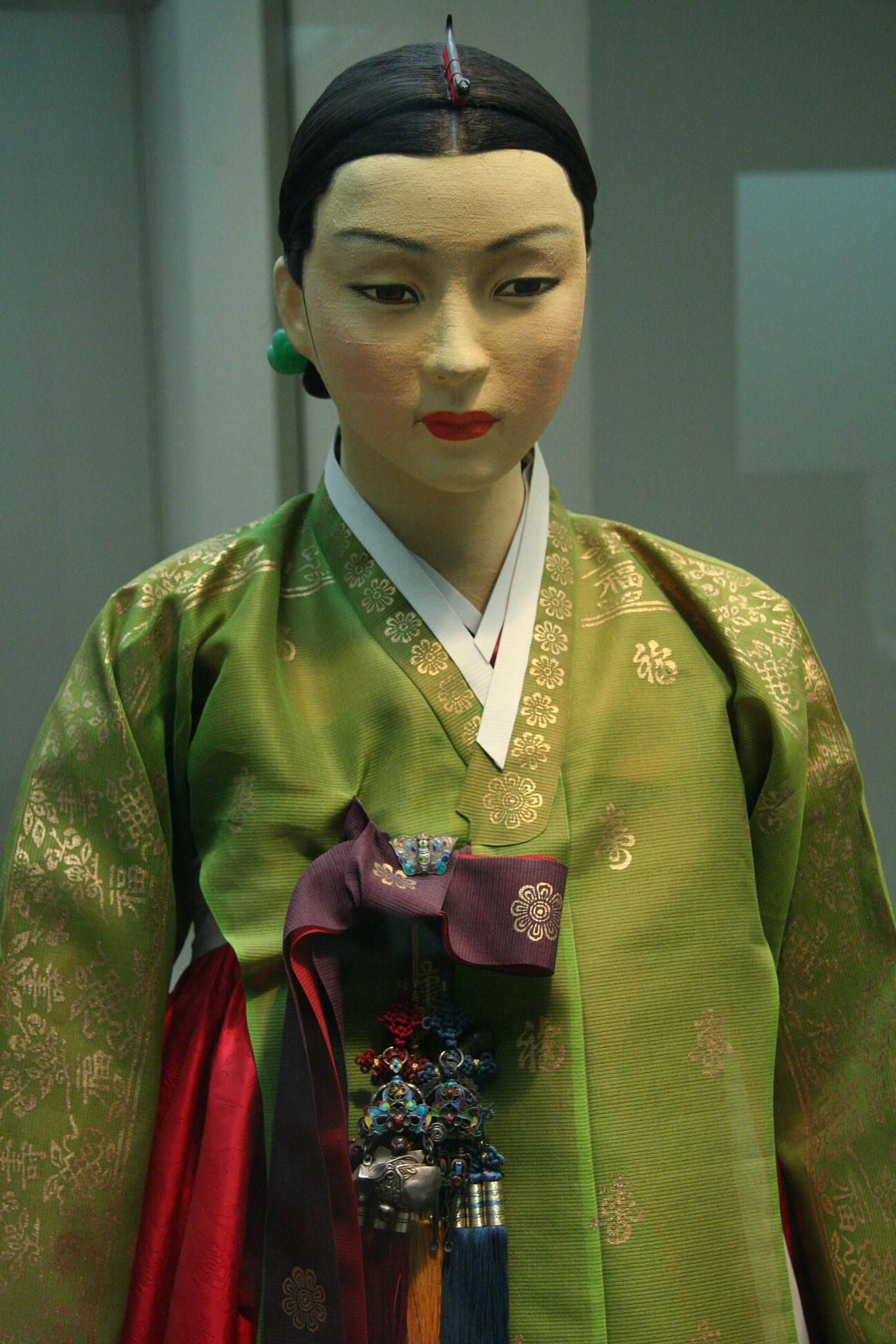
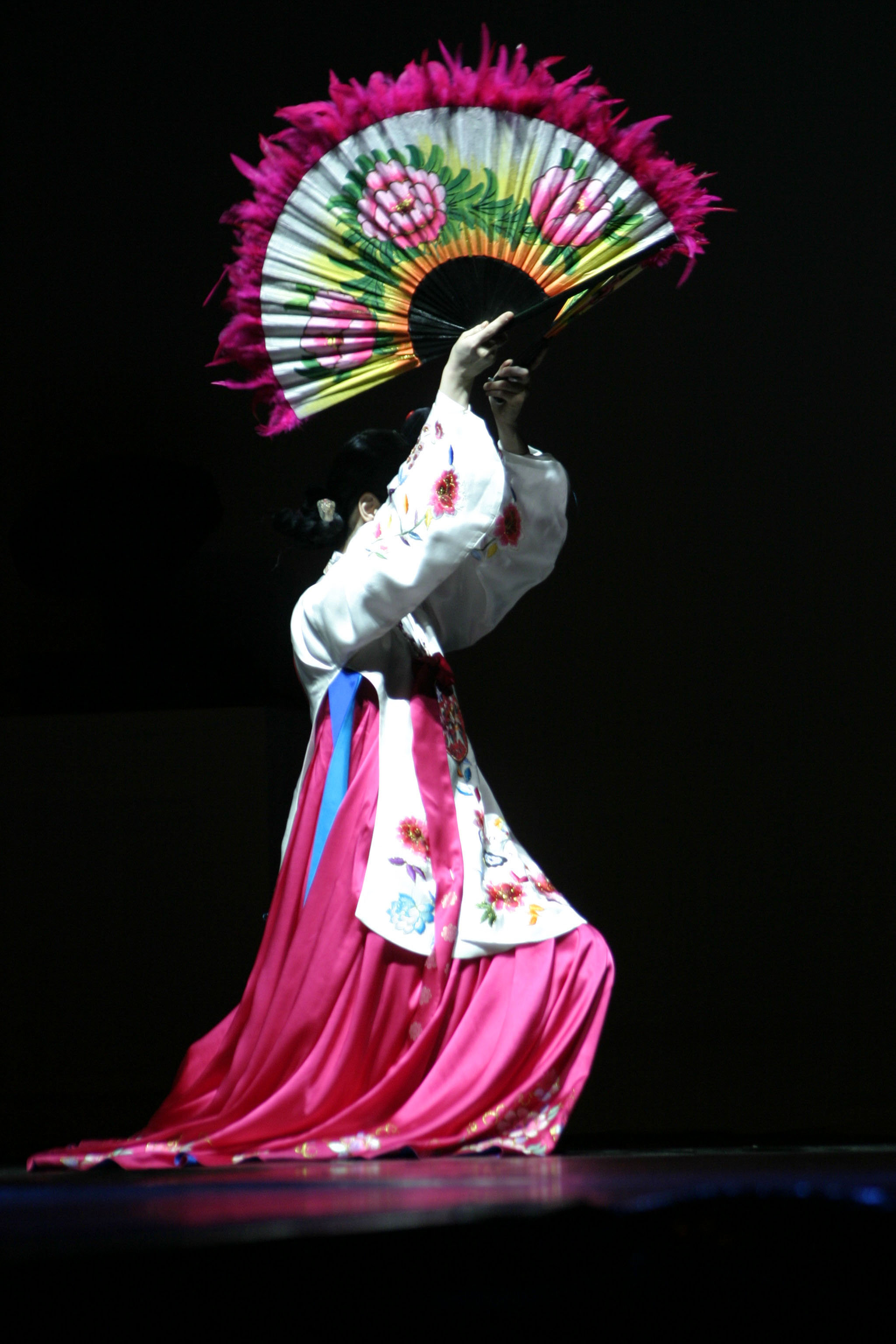
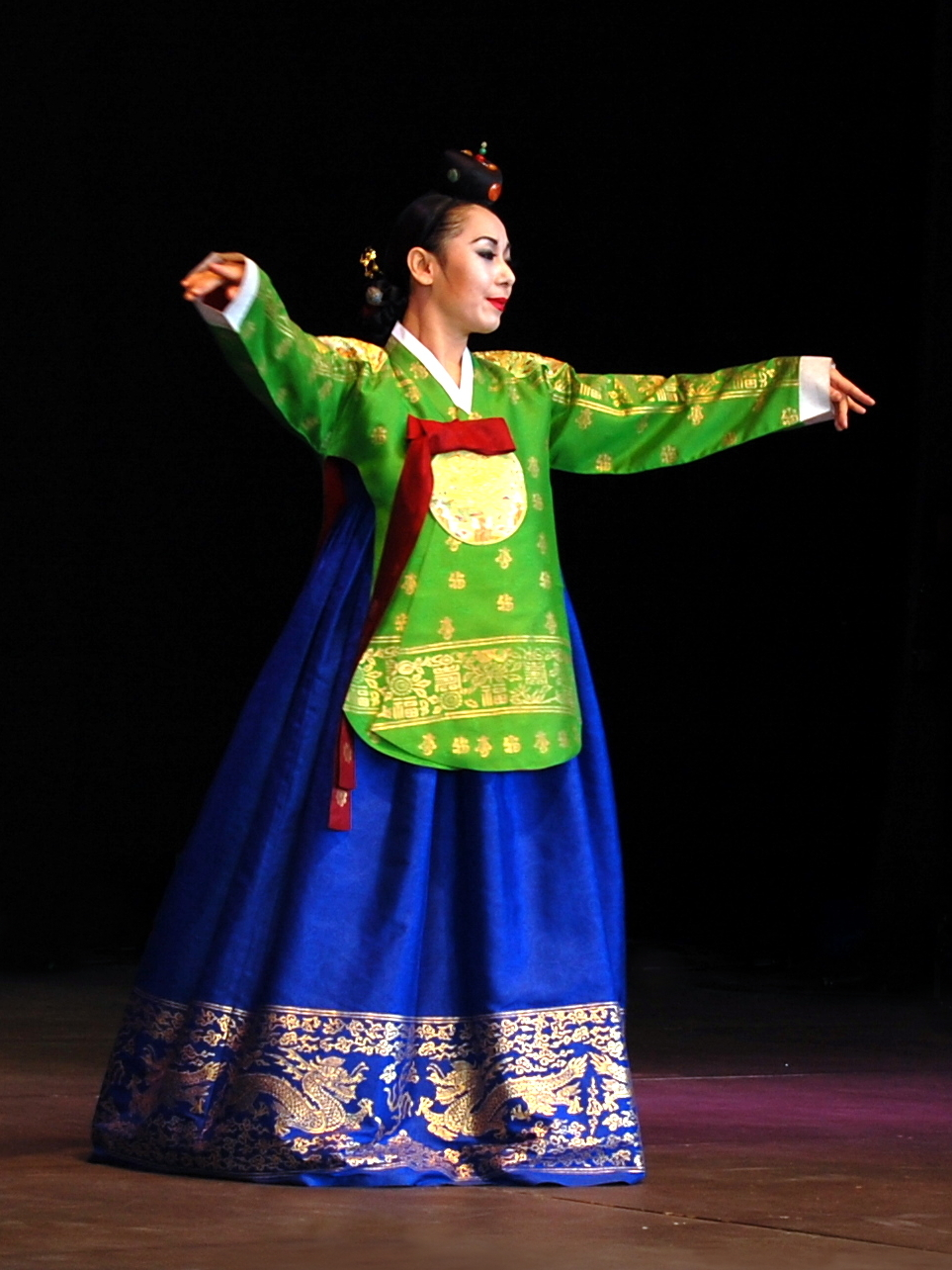
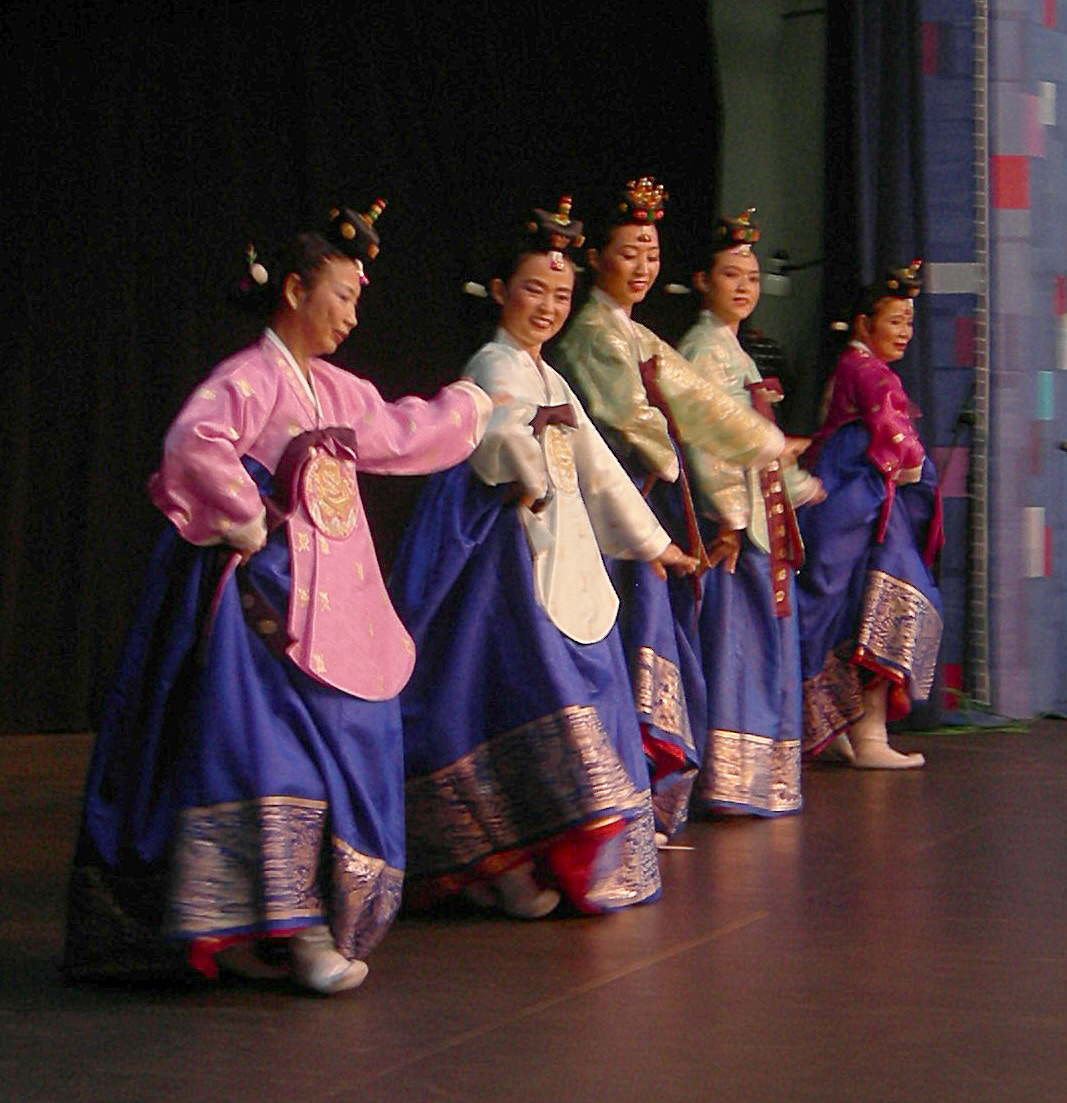
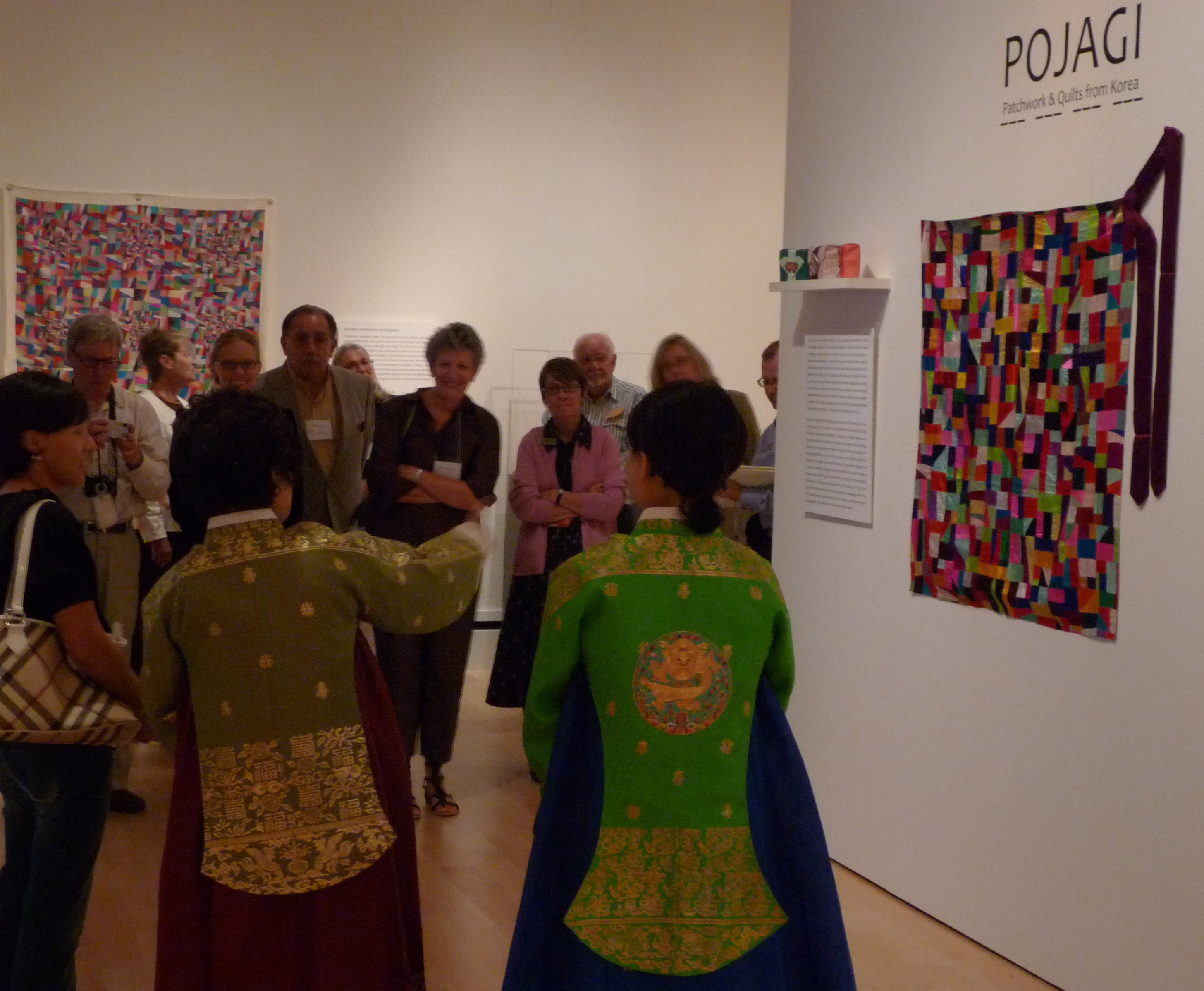
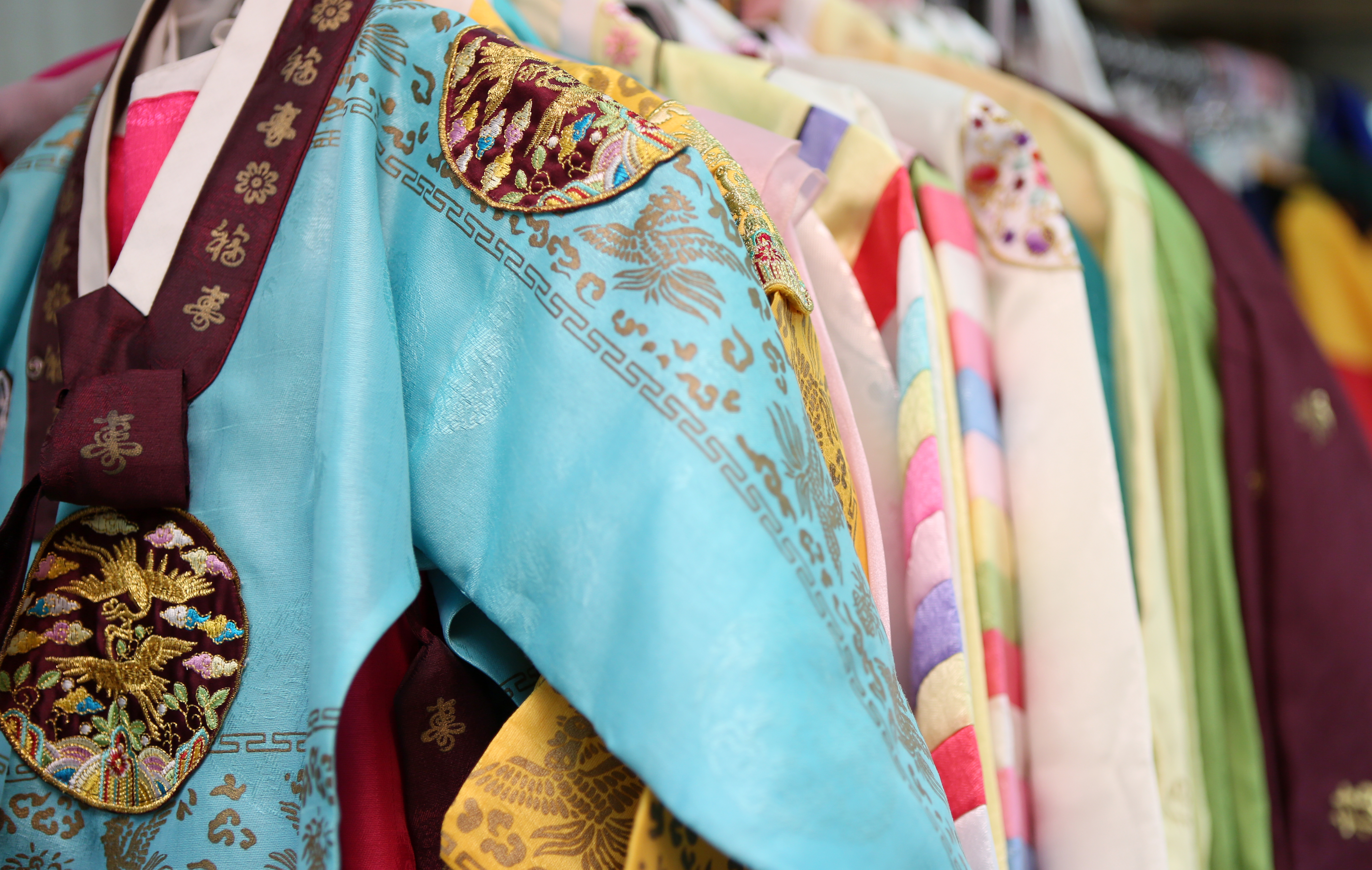

1. ↑  “당의(唐衣) [출처: 한국민족문화대백과사전(당의(唐衣))]”. |제목=에 라인 피드 문자가 있음(위치 7) (도움말)